# Convent de la Mare de Déu de les Parrelles
El Convent de la Mare de Deu de les Parrelles, conegut popularment com el convent de les Parrelles, va ser el segon monestir que s'alça al terme de Balaguer després del de les Franqueses. A l'occident de la ciutat, més o menys a un quart d'hora de distància, va ser fundat el convent de la sagrat orde de la Santíssima Trinitat.
La primera menció al convent la trobem el 31 de març de 1293, data en què el comte d'Urgell, Ermengol X de Cabrera, confirmà una donació de propietats destinada a la fundació del convent feta pels prohoms de Balaguer al ministre dels Trinitaris de Lleida. El comte permetia als religiosos de les Parrelles d'acceptar fins a 2.500 sous agramuntesos, a la vegada que els atorgava altres gràcies.
No són pas gaires les dades històriques que s'han pogut trobar d'aquest convent. Els Trinitaris van residir al convent fins a la Guerra de la Independència Espanyola, moment en què l'abandonaren i passaren a viure en una casa al carrer de Santa Maria de Balaguer. Amb les pedres del convent i l'església de les Parrelles va ser edificat l'actual ajuntament de la ciutat –inaugurat el 15 d'agost de 1848– i una casa del costat.